# Margrét Rún

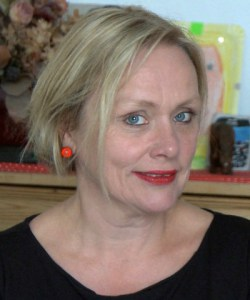
Margrét Rún 2014

Margrét Rún (Guðmundsdóttir Kraus; geboren am 15. November 1960 in Reykjavík) ist eine deutsche Filmregisseurin (BVR), Drehbuchautorin, Filmeditorin und Produzentin.

## Leben
Nach zehn Jahren Klavierstudium und Jurastudium wurde Rún Redakteurin bei Tages- und Wochenzeitungen und freie Mitarbeiterin beim staatlichen Rundfunk in Island. Sie beteiligte sich an der Organisation internationaler Filmfestivals in Island. 1986–1996 belegte Rún ein Studium an der Hochschule für Fernsehen und Film München, Abt. III Film und Fernsehspiel bei Wolfgang Längsfeld mit der Abschlussnote 1. Von 1993 bis 1997 arbeitete Rún als Drehbuchlektorin, Nachrichtencutterin beim BR, freie Redakteurin für RTL München Live, Spielfilmtrailerschnitt für Kabel 1, tm3 und Taurusfilm. Seit 1989 ist sie Drehbuchautorin, Produzentin, Regisseurin und Editorin für Runfilm-Produktion in München. Sie ist Vorstandsvorsitzende des Freundeskreises Wolfgang Längsfeld e.V. mit Hauptsitz in München und war ab 2014 Kernmitglied im Pro Quote Regie und Mitbegründerin von Pro Quote Film. Seit 2017 ist sie die Projektleiterin des Diversitätsberichtes des Bundesverband Regie.
Verheiratet ist Rún mit Franz Kraus, Ex-Vorstand und Ratgeber von ARRI AG. Er erhielt 2002 und 2011 gemeinsam mit zwei Kollegen je einen Oscar: 2002 eine Academy Plaque und 2011 eine Academy Award of Merit – Oscar Statuette – die höchste Auszeichnung in der Filmindustrie weltweit – für Design und Entwicklung des Filmbelichters Arrilaser, der wegweisend war für die Entwicklung digitaler Produkte bei ARRI. Das Ehepaar hat drei Kindern.

## Filmografie (Auswahl)
- 1987: Mein halber Walzer (Drehbuch, Regie, Schnitt, 35 mm, s/w, 4 Min. Kurzspielfilm)
- 1989: Hör auf zu heulen, Hermann (Drehbuch, Regie, Schnitt, Co-Produktion, 16 mm, Farbe, 40 Min.)
- 1992: Stretch (Regie, Schnitt, Produktion, 16 mm/D1, Farbe, 30 Min.)
- 1994: Laura von Albanien (Drehbuch, Regie, Schnitt, Co-Produktion, 35 mm, Farbe, 17,5 Min.)
- 1997: Geheim, (Drehbuch, Regie, Schnitt, Digi-Beta, Farbe, 15 Min)
- 2005: Münchner Bildersymphonie in drei Sätzen (Regie, Schnitt, Digi-Beta, D-20, Farbe, 17,3 Min. Experimentalfilm)
- 2006: ARRI gratuliert FFF' (Regie, Schnitt,  D-20, HD-Cam, Farbe, 3,26 Min)
- 2006: ARRI (Regie, Schnitt,  D-20, HD-Cam, Farbe, 5 Min)
- 2007: Hosenfelds in Usedom  (Kamera, Schnitt, Produktion, 60 Min. Dokumentarfilm)
- 2008: Luis und sein Wirtshaus (Regie, Kamera, Schnitt, Produktion, 4 Min. Kurzspielfilm)
- 2009: Luis und wieder sein Wirtshaus (Regie, Kamera, Schnitt, Produktion, 5 Min. Kurzspielfilm)
- 2009: Íslendingar tala (Interviews fürs Internet mit Finanzkriseerschütteten Isländern, Kamera, Schnitt, HDV)
- 2014; Rezept zu einer gelungenen Wirtschaftskrise (Regie, Kamera, Kostüm, Schnitt, Produktion, HDV, HD-Cam, 101 Min, Spielfilm)
- 2014; Der Spot (Regie, Kamera, Schnitt, Produktion, HD-Cam, 8 Min, Spot)
- 2016: Männer allein auf dem Olymp – weil Frauen nackt im Pumps mit einem Sack voller Steine den Filmolymp hochklettern müssen (Regie, Schnitt, Alexa, HD-Cam, 81 Min, Dokumentarfilm)

## Auszeichnungen
- für Hör auf zu heulen, Hermann: Nino Rota -Preis für Filmmusik in Trossingen, Religiöses Filmfestival in Friedberg. Kurzspielfilm
- für Laura von Albanien: First image Europe, Agfa-Geyer-Preis. Prädikat: Wertvoll. . Kurzspielfilm
- für Stretch: 1. Preis auf dem int. Sportfilmfestival in Jaca, Spanien